# Charles Cartuyvels
Pour les articles homonymes, voir Cartuyvels.
Mgr Charles Philippe Édouard Cartuyvels, né le 27 février 1835 à Liège (Belgique) et mort le 26 avril 1907  dans la même ville, est un prêtre catholique, théologien, professeur, écrivain et prédicateur belge.

## Biographie
Charles Cartuyvels occupe pendant plus de 25 ans le poste de vice-recteur de l'Université catholique de Louvain où il est professeur à la faculté de philosophie et lettres.
En raison de son expérience avec l'émigration, il entre en contact avec Jean-Baptiste Scalabrini et ses Missionnaires de Saint-Charles en vue de fonder une congrégation similaire. Lors du Congrès du travail social à Liège du 5 au 7 septembre 1887, il présente un rapport sur l'émigration des Belges en Amérique.
Il a été membre de l'Association catholique des étudiants, la Katholische Academische Verbindung (K.A.V.) Lovania Leuven (en).

## Décorations
- Commandeur de l'ordre de Léopold
- Croix civique de première classe

## Sources
- Faire-part de décès, conservé au Cabinet des manuscrits de la Bibliothèque royale de Belgique sous la cote KBR III 1876/XIV/219 Mss.